# Corsa di primavera
Corsa di primavera è un film italiano del 1989 diretto da Giacomo Campiotti.

## Riconoscimenti
- 1990 - Ciak d'oro
  - Candidatura a migliore sonoro in presa diretta ad Alessandro Zanon
  - Candidatura a migliore montaggio a Roberto Missiroli